# Todd Rogers
Todd Jonathan Rogers (* 30. September 1973 in Santa Barbara) ist ein US-amerikanischer Beachvolleyballspieler, Olympiasieger und Weltmeister.

## Karriere
Mit Dax Holdren startete Todd Rogers 1995 seine Beachvolleyballkarriere. 1997 wurde er zum Rookie of the Year gewählt. 1998 gewannen die beiden Kalifornier ihr erstes AVP-Turnier, 1999 gelang ihnen ein weiterer Sieg. Neben zwei AVP-Turnieren gewannen Rogers/Holdren 2000 auch ihr erstes (und einziges) FIVB-Turnier in Rosarito, Mexiko, bei dem sie an Position 32 gesetzt waren. 2001 gab es den letzten gemeinsamen Sieg für das kalifornische Duo, anschließend wurden sie Fünfte bei der Beachvolleyball-Weltmeisterschaft in Klagenfurt.

Mit seinem neuen Partner Sean Scott gelang Todd Rogers erst 2004 ein Sieg auf der AVP-Tour, dem 2005 drei weitere folgten. Bei der Weltmeisterschaft in Berlin startete der Kalifornier zum ersten Mal mit Phil Dalhausser, die beiden erreichten den siebten Platz. Den beiden gelang 2006 der Sieg beim FIVB-Turnier in Klagenfurt, dem sie 2007 den Weltmeistertitel folgen ließen. Zum ersten Mal kam bei den Männern der Sieger nicht aus Südamerika. Außerdem erreichten Dalhausser/Rogers in allen siebzehn von ihnen bestrittenen AVP-Turnieren das Halbfinale, zehn Mal standen sie ganz oben auf dem Siegerpodest. 2008 konnten die beiden US-Amerikaner diese Leistung noch steigern. Zusätzlich zu ihrem Olympiasieg 2008 in Peking gewannen sie elf Veranstaltungen der AVP und vier der FIVB. 2009 verlief für Rogers/Dalhausser nicht ganz so erfolgreich, nach einer Niederlage im Halbfinale gegen die Deutschen Brink/Reckermann konnten die Amerikaner sich noch die Bronzemedaille bei der Weltmeisterschaft in Stavanger sichern, zusätzlich gab es acht AVP und zwei FIVB Erfolge.

### 2010
Die beiden Profis aus Nordamerika knüpften  bei den ersten Turnieren des Jahres an ihre Erfolge der vergangenen Jahre an. Die Brasilia Open, den Foro Italico Beach Volley Grand Slam und die Mysłowice Open gewannen sie (nach einem Sieg im Halbfinale über ihre Nachfolger als Weltmeister Brink/Reckermann), einzig in Shanghai reichte es nur  zum 4. Platz. Bei den Moskau Open verloren Rogers/Dalhausser das Finale gegen die Chinesen Wu/Xu, doch in Tschechien waren sie wieder die Nummer eins nach einem Sieg über die Brasilianer Emanuel/Alison. Nach einer Halbfinalniederlage in Stavanger wie schon bei der Weltmeisterschaft im letzten Jahr wieder gegen ein deutsches Team, konnten sich die US-Amerikaner im Finale des nächsten Turniers in der Schweiz mit einem 2:0 über ihre Bezwinger von Norwegen revanchieren und nach dem Erfolg über Klemperer/Koreng bereits die fünfte Goldmedaille des Jahres in Empfang nehmen. Den sechsten Turniersieg erreichten die Olympiasieger in Klagenfurt, nachdem sie im Halbfinale Emanuel Rego und Alison Cerutti  und im Finale ihre amerikanischen Landsmänner Matt Fuerbringer und Nick Lucena besiegt hatten. Am Ende der Saison wurden Dalhausser/Rogers als „FIVB Tour Champion“ ausgezeichnet.

### 2011
Nach Siegen bei der World Tour in Brasília und in Shanghai landeten Dalhausser/Rogers in Prag auf Platz zwei. Bei der WM in Rom scheiterten sie im Achtelfinale an Brink/Reckermann. Dies war die einzige Veranstaltung des Jahres, an der die Athleten aus den Vereinigten Staaten teilnahmen und nicht einen Platz unter den besten acht Teams erreichten. Beim folgenden Turnier in Norwegen belegten Rogers und Dalhausser ebenso den fünften Platz wie beim Event in Peking, der direkt vor den Welttitelkämpfen stattfand. Diese drei Veranstaltungen und die beiden letzten Turniere der Saison, bei denen die Olympiasieger nicht starteten, blieben die einzigen im Jahr 2011 ohne Medaille. Anschließend erreichten die amtierenden Tour Champions in Gstaad das Finale, wurden Dritte in Moskau und gewannen die Turniere in Kanada und in Polen. Beim Grand Slam in Klagenfurt belegten sie den Bronzerang, bevor sie als Silbermedaillengewinner der Åland Open und Zweite der Gesamtwertung des Jahres ihre Saison beendeten.

### 2012
Nach zwei Siegen bei den Brasília Open und dem Grand Slam von Shanghai landete Todd Rogers mit Phil Dalhausser  bei den Olympischen Spielen 2012 in London nach einer 0:2-Niederlage im Achtelfinale gegen die Italiener Nicolai/Lupo lediglich auf Platz neun. In der World Tour des gleichen Jahres belegten die beiden US-Amerikaner noch zwei Mal den Bronzerang bei den Prag Open und beim letzten Turnier der Saison in Stare Jablonki. Außerdem erreichten sie bei den Veranstaltungen in Gstaad und Klagenfurt das Halbfinale.

### 2013
2013 spielte Todd Rogers mit dem 2,15 m großen Amerikaner Ryan Doherty. Auf der FIVB Tour waren Rogers/Doherty allerdings wenig erfolgreich.

### 2014
Für die Saison 2014 bildete der mittlerweile 40-jährige Todd Rogers ein Duo mit Theodore Brunner. Das neue Team startete auch auf der FIVB Tour und belegte hier Platz drei beim Long Beach Grand Slam.

### 2015/2016
2015 spielte Rodgers zusammen mit Stafford Slick, an dessen Seite er im Juli 2016 beim AVP-Turnier in Manhattan Beach seine Karriere beendete.

## Auszeichnungen
- 1997 – AVP Rookie of the Year
- 2004 – AVP Best Defensive Player
- 2005 – AVP Best Defensive Player
- 2005 – FIVB Best Setter
- 2006 – AVP Most Valuable Player
- 2006 – AVP Best Defensive Player
- 2006 – FIVB Best Defensive Player
- 2007 – AVP Best Defensive Player
- 2007 – AVP Team of the Year (mit Phil Dalhausser)
- 2007 – FIVB Best Defensive Player
- 2008 – AVP Best Defensive Player (Defender)
- 2008 – AVP Team of the Year (mit Phil Dalhausser)
- 2008 – FIVB Best Defensive Player
- 2008 – FIVB Most Inspirational
- 2009 – USA Volleyball Male Beach Athlete of the Year
- 2009 – AVP Team of the Year (mit Phil Dalhausser)
- 2010 – FIVB Best Defensive Player
- 2010 – FIVB Tour Champion (mit Phil Dalhausser)

## Privates
Heidi und David Rogers sind die Eltern von Todd Jonathan, der einen Bruder namens Dean hat. Rogers besuchte die San Marcos High School in seinem Geburtsort Santa Barbara und anschließend die University of California, Santa Barbara. Hier promovierte er 1996 in Religionswissenschaften. Von 2000 bis 2005 war der Kalifornier an seiner Heimatuniversität Co-Trainer der Männer-Volleyballmannschaft. Todd Rogers ist verheiratet mit Melissa Masonheimer Rogers, die beiden haben eine Tochter Hannah und einen Sohn Nate.